# Fort de Nossa Senhora da Graça
Le fort de Nossa Senhora da Graça, aussi appelé fort Conde de Lippe est une fortification militaire située dans la freguesia de Alcáçova (pt), sur le territoire de la municipalité d'Elvas (district de Portalegre, Portugal),.
Il est classé Monument national depuis 1910 et Patrimoine mondial de l'UNESCO depuis le 30 juin 2012.
En raison du fort besoin de préservation, le fort a été inscrit en 2014 sur la liste biennale World Monuments Fund.

## Historique
Au XVIIe siècle, la position stratégique du Monte da Graça, occupée par les troupes espagnoles dans le cadre de la guerre de restauration de l'indépendance, coûta cher au Portugal lors de la bataille d'Elvas (1658-1659).
Un siècle plus tard, pendant la guerre de Sept Ans (1756-1763), la ville fut à nouveau assiégée (1762). C'est dans ce contexte que, sous le règne de José Ier (1750-1777), le marquis de Pombal fit appel au maréchal Guillaume de Schaumbourg-Lippe, comte de Lippe, pour réorganiser l'armée portugaise et lui ordonna d'élaborer des plans de modernisation de cette place forte.
Les travaux du Fort da Graça commencèrent en 1763 et continuèrent jusqu'au règne de Marie Ire (1777–1816), qui l'inaugura en 1792, sous le nom de Fort Conde de Lippe, un militaire qui avait proposé sa construction et qui commanda l'armée portugaise entre 1762 et 1764. En 1763, il fallut près de 30 ans, six mille hommes, quatre mille animaux et 120 mille pièces d'or pour le rénover.
Le fort résista aux troupes espagnoles pendant la guerre des Oranges (1801) et, plus tard, dans le cadre de la guerre d'indépendance espagnole, aux troupes du général Jean-de-Dieu Soult, qui le bombardèrent (1811), mais ne parvinrent pas à le prendre.
Autrefois utilisé comme prison militaire, le complexe était en quasi-délabrement jusqu'en 2014, en attendant son transfert à la municipalité d'Elvas pour consolidation et restauration. En septembre 2015, les travaux de restauration des infrastructures ont été achevés, l'objectif étant de transformer le fort en musée militaire fonctionnel.
En 2015, il a fallu près de 11 mois, 220 ouvriers à temps plein et 6,1 millions d'euros pour le restaurer et le réhabiliter à temps pour sa réouverture au public le 27 novembre 2015.

## Caractéristiques

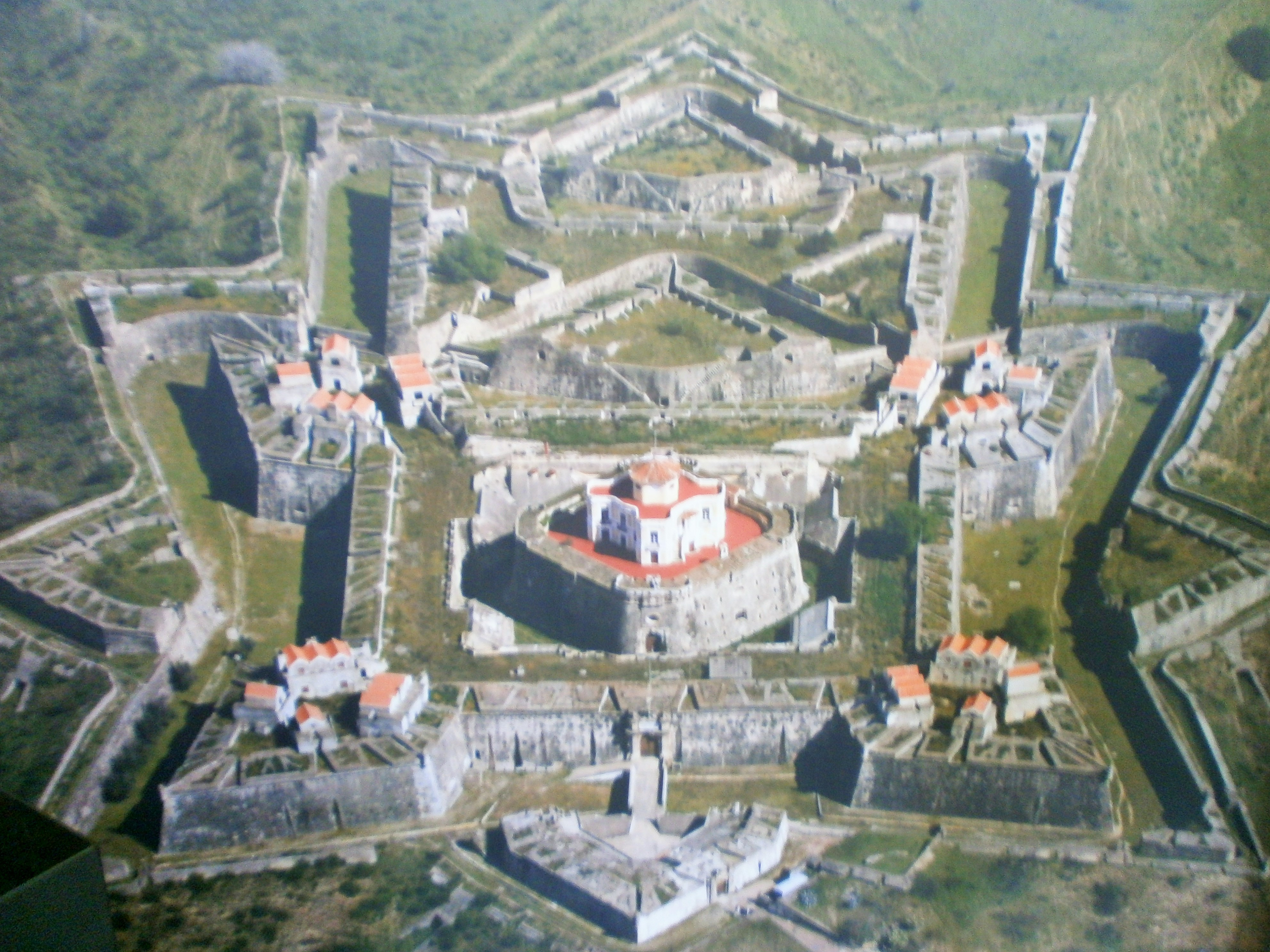
Vue aérienne

La structure, de plan quadrangulaire et de 150 m de côté, est complétée par des bastions pentagonaux aux sommets. Quatre ravelins couvrent les courtines, au milieu desquelles se trouvent la porte monumentale (Porta do Dragão) et trois poternes.
Le corps central de la place présente une redoute surélevée, de plan circulaire, à deux étages et parapet, ouvrant des embrasures pour trois ordres de batteries en casemates. Au-dessus de la redoute, en guise de lanterne centrale , se trouve une tour circulaire à deux étages voûtés : le premier constitue une chapelle décorée et le second, la maison du gouverneur. Sous la chapelle, creusée dans le roc, une citerne constitue l'un de ses ouvrages les plus remarquables.
Extérieurement, l'édifice est complété par un ouvrage à cornes avec son ravelin et sa poterne, et par un fossé sec, large et profond.

## Galerie

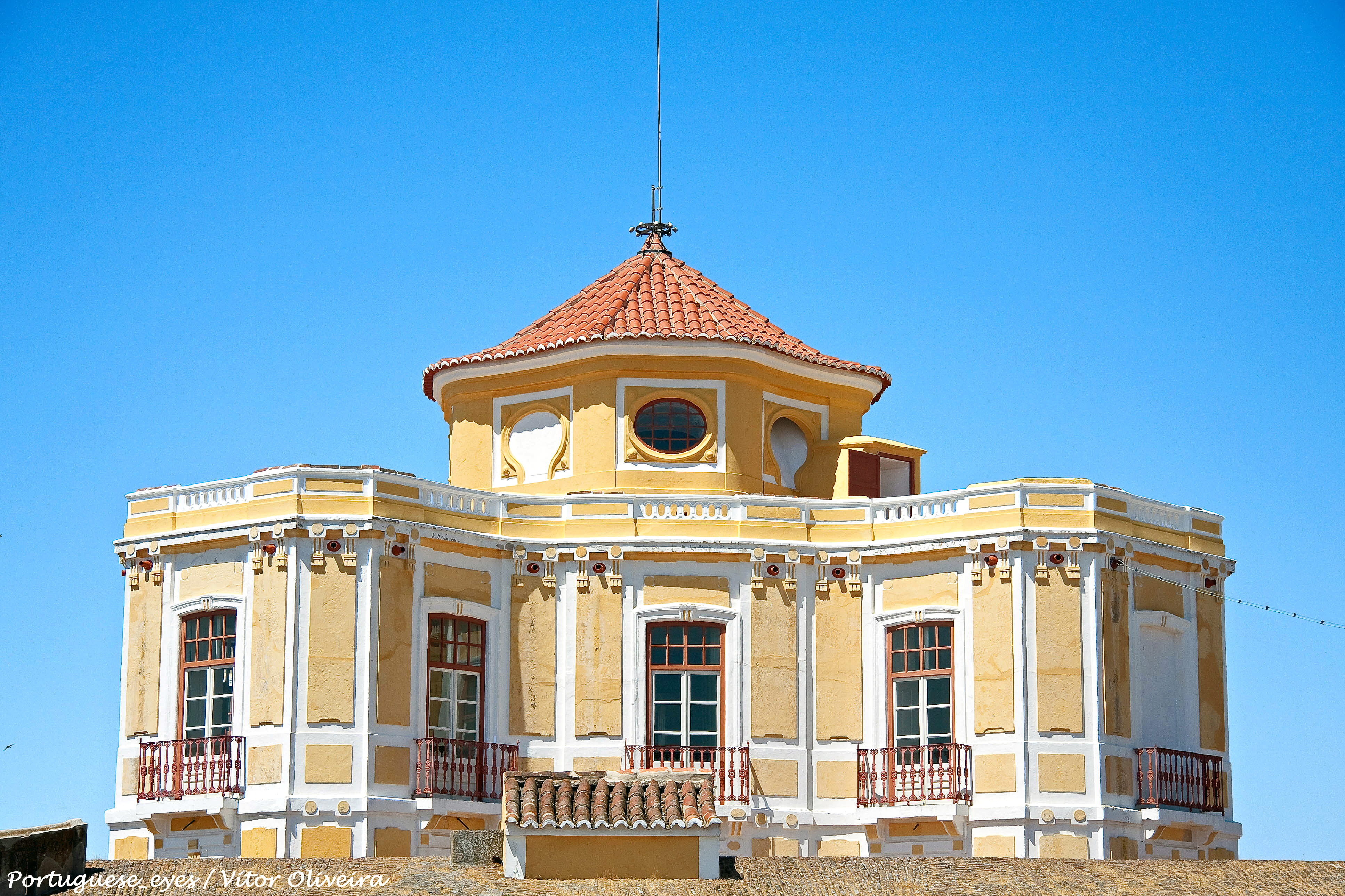
La lanterne.
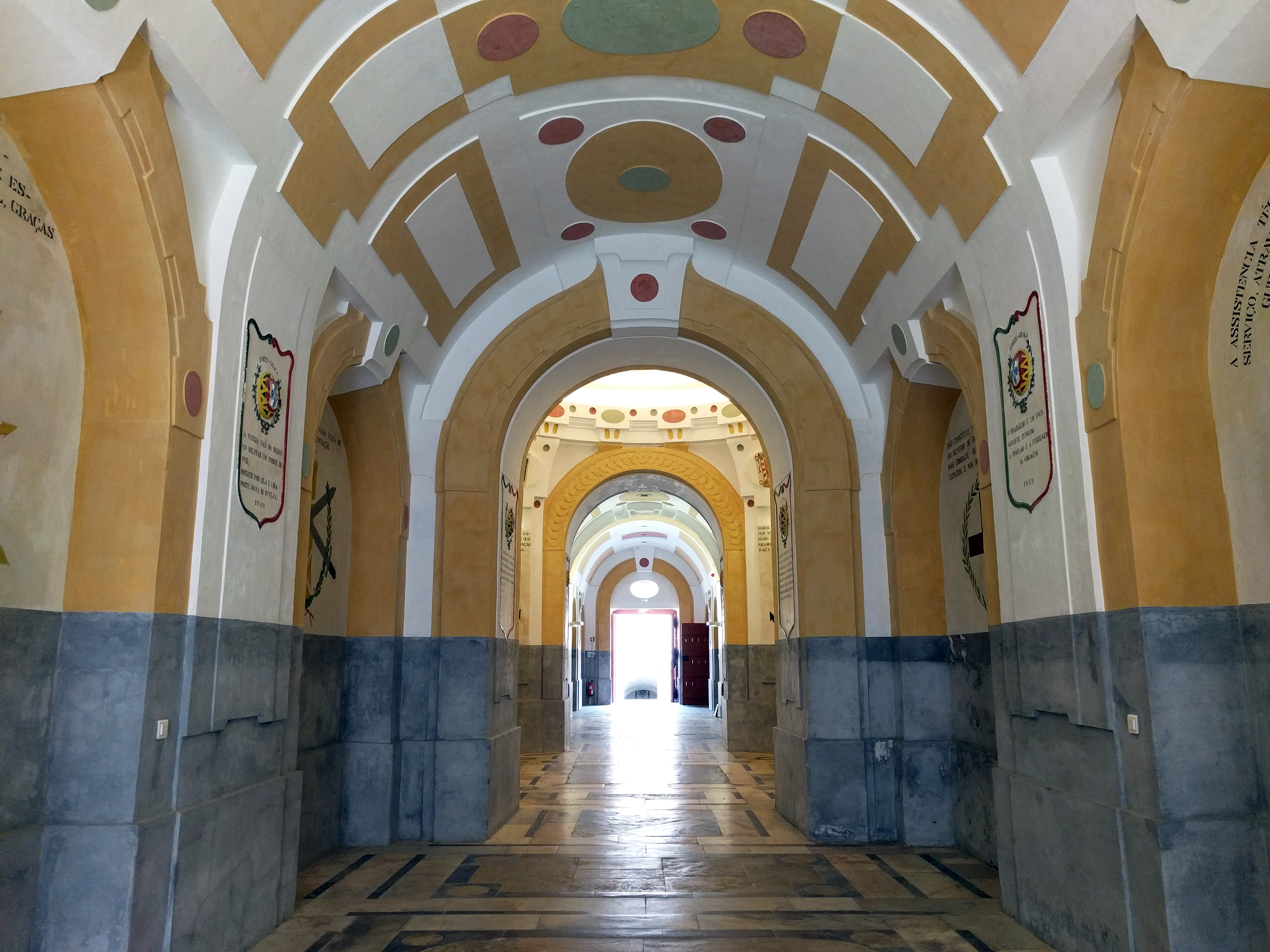
La chapelle du fort.